# Jakow Kapustin
Jakow Fiodorowicz Kapustin (ros. Я́ков Федорович Капу́стин, ur. 1904, zm. 1 października 1950 w Leningradzie) – radziecki działacz państwowy i partyjny.

## Życiorys
W latach 1926–1928 służył w Armii Czerwonej, w 1934 ukończył Leningradzki Instytut Industrialny, 1934–1938 był starszym majstrem fabryki kirowskiej, 1935–1936 stażystą w fabryce turbin w W. Brytanii. Od 1927 należał do WKP(b), 1938–1939 był sekretarzem komitetu WKP(b) fabryki kirowskiej, 1939–1940 sekretarzem Kirowskiego Komitetu Rejonowego WKP(b) w Leningradzie, a od 1940 do 17 stycznia 1945 sekretarzem Komitetu Miejskiego WKP(b) w Leningradzie. Po ataku Niemiec na ZSRR był pełnomocnikiem Państwowego Komitetu Obrony ZSRR ds. ewakuacji przedsiębiorstw Leningradu, we wrześniu 1941 członkiem Rady Wojennej Frontu Leningradzkiego, a od 17 stycznia 1945 do 22 lutego 1949 II sekretarzem Komitetu Miejskiego WKP(b) w Leningradzie. Od kwietnia do lipca 1949 uczył się w Wyższej Szkole Partyjnej przy KC WKP(b). Był odznaczony Orderem Lenina (15 kwietnia 1939).
23 lipca 1949 został aresztowany w związku ze „sprawą leningradzką”, następnie skazany na śmierć i rozstrzelany.